# Ostrov do Gorni Țibăr
Ostrov do Gorni Țibăr este o arie protejată (arie de protecție specială avifaunistică — SPA) din Bulgaria întinsă pe o suprafață de 218,43 ha, integral pe uscat.

## Localizare
Centrul sitului Ostrov do Gorni Țibăr este situat la coordonatele 43°48′07″N 23°34′21″E / 43.801944°N 23.5725°E.

## Înființare
Situl Ostrov do Gorni Țibăr a fost declarat arie de protecție specială avifaunistică în martie 2007 pentru a proteja 10 specii de animale.

## Biodiversitate
Situată în ecoregiunea continentală, aria protejată nu include niciun habitat protejat.
La baza desemnării sitului se află mai multe specii protejate de  păsări (10): rață mare (Anas platyrhynchos), rață-cu-cap-castaniu (Aythya ferina), rață roșie (Aythya nyroca), stârc pitic (Ixobrychus minutus), ferestraș mic (Mergus albellus), ferestrașul mare (Mergus merganser), pelican creț (Pelecanus crispus), cormoran mare (Phalacrocorax carbo), cormoran mic (Phalacrocorax pygmeus), lopătar (Platalea leucorodia).